# ينس اريك مادسن
ينس اريك مادسن (بالدنماركية: Jens-Erik Madsen)‏ مواليد 30 مارس 1981، كان دراج دانمركي سابق في صنف سباق الدراجات على الطريق وعلى المضمار. سبق أن شارك في دورة الألعاب الأولمبية الصيفية وفاز بميدالية أولمبية. حقق أيضا ميدالية في دورة ألعاب الكومنولث.

## سجل النتائج

### سباقات أو مراحل فاز بها
- طواف فرنسا
- طواف إسبانيا
- طواف سويسرا
- طواف إيطاليا

## الميداليات
| الميدالية | المسابقة                       |
| --------- | ------------------------------ |
| فضية      | الألعاب الأولمبية الصيفية 2008 |

## روابط خارجية
- ينس اريك مادسن على موقع الاتحاد الدولي للدراجات (الإنجليزية)
- ينس اريك مادسن على موقع أرشيف الدراجات (الإنجليزية)
- ينس اريك مادسن على موقع إحصائيات الدراجات الإحترافية (الإنجليزية)
- ينس اريك مادسن على موقع نسبة الدراجات (الإنجليزية)
- ينس اريك مادسن على موقع أوليمبيديا (الإنجليزية)